# Lake DeSmet
Lake DeSmet ist ein Stausee im Johnson County im US-Bundesstaat Wyoming. Es liegt auf 1450 Metern Höhe am östlichen Fuß der Bighorn Mountains. Benannt ist es nach Pierre-Jean De Smet, einem Jesuiten-Missionar aus Belgien, der sich 1840 als vermutlich erster katholischer Pater in der Bighorn-Gegend niederließ und unter den dortigen Indianer-Völker missionierte.

## Geschichte
Am 21. Dezember 1866 vernichteten Krieger der Lakota, Arapaho und Cheyenne unweit des Sees im Fetterman-Gefecht eine Abteilung der US-Armee unter Captain William Judd Fetterman.
Lake DeSmet war bis zu seiner künstlichen Erweiterung zu einem Reservoir der größte natürliche See im nördlichen Wyoming. Er wurde vom Shell Creek gespeist. 1921 wurde für landwirtschaftliche Zwecke im Norden des Sees ein Damm errichtet und Wasser vom Piney Creek zugeleitet. In den 1950er Jahren kaufte die Reynolds Mining Corporation das Reservoir und zusätzliches umliegendes Land und vergrößerte das Reservoir durch weitere Zuflüsse aus dem Piney Creek und dem Clear Creek. In den frühen 1970er Jahren kaufte Texaco das Reservoir und baute es bis Ende der 1970er Jahre zur heutigen Größe aus. Texaco verkaufte das Reservoir 2001 der Lake DeSmet Counties Coalition. Die Ufer wurden weitestgehend natürlich belassen. Heute ist der See über eine Ausfahrt des U.S. Highway 90, nördlich von Buffalo zugänglich. Das westliche Ufer ist touristisch erschlossen.
Ein 2535 m langer und 2,6 m Durchmesser großer Zuleitungstunnel führt von Piney Creek zum See. Die Speicherkapazität des Sees beträgt 290 Mio. m³. Die maximale Wassertiefe liegt bei 37 m.